# Gopal Swarup Pathak
Gopal Swarup Pathak, né le 26 février 1896 et mort le 4 octobre 1982, est un homme politique indien. Il est vice-président de l'Inde de 1969 à 1974,.